# Ибрагимов, Нуреддин Ислам оглы
Нуреддин Ислам оглы Ибрагимов (азерб. Nurəddin İslam oğlu İbrahimov; 16 марта 1951, Бузовна — 10 февраля 1995, Бина) — азербайджанский полицейский, майор полиции, участник Первой карабахской войны, депутат Иркутского городского совета (1989—1990). Национальный герой Азербайджана (1995).

## Биография
Нуреддин Ибрагимов родился 16 марта 1951 года в поселке Бузовна города Баку. В 1969 году он окончил здесь среднюю школу № 125. В 1970 году был призван в армию. После службы в армии начал работать в отделе технического контроля Бакинского агрегатного завода.
В июле 1975 года по комсомольской путёвке отправился работать на строительстве Байкало-Амурской магистрали. В 1978 году поступил на работу в УВД города Иркутск. В мае 1981 года Ибрагимов поступил в Хабаровскую городскую высшую школу милиции МВД СССР. В 1982 году был назначен на должность главного участкового инспектора города Иркутск. В 1986 году Нуреддин Ибрагимов успешно получил высшее образование по специальности «юрист». В 1986 году был награжден медалью «За безупречную службу».
В 1988 году Ибрагимов был назначен на должность начальника уголовного розыска Иркутска, а в 1989 году был избран депутатом Иркутского городского совета. В 1990 году в связи со сложной политической обстановкой в Азербайджане, Ибрагимов вернулся на родину. В том же году был назначен участковым инспектором в Лачинский РОВД. Здесь он принимал активное участие в боях Первой карабахской войны. В одном из боев Ибрагимов получил ранение и некоторое время находился на лечении в госпитале. Из-за серьезности травмы в 1991 году ему пришлось продолжить работу в Азизбековском РОВД города Баку.
Хотя Нуреддин Ибрагимов служил далеко от линии фронта, он часто выезжал на передовую и оказывал непосредственную помощь своим коллегам-полицейским. В 1993 году он отличился в боях за село Косалар и в боях на территории Джебраильского района. Вскоре Ибрагимову было присвоено звание майора полиции.
10 февраля 1995 года Нуреддин Ибрагимов погиб при обезвреживании преступной группировки в посёлке Бина. Был похоронен на Бузовнинском посёлковом кладбище.
На момент гибели Ибрагимов был женат. У него осталась одна дочь.

## Награды
Указом президента Азербайджанской Республики Гейдара Алиева № 424 от 26 декабря 1995 года майору полиции Нуреддину Ислам оглы Ибрагимову за личный героизм и отвагу, проявленные при достойном выполнении своего служебного долга по защите государственности Азербайджанской Республики, обеспечению безопасности, обезвреживанию незаконных вооружённых формирований, борьбе с организованной преступностью, бандитизмом и другими преступлениями, было присвоено звание Национального героя Азербайджана (посмертно).

## Память
Одна из улиц посёлка Бузовна и Дом культуры в посёлке носят имя Нуреддина Ибрагимова. Перед зданием Дома культуры в Бузовнах установлен бюст героя.